# Thrashgrinder
Thrashgrinder ist eine finnische Crossover- und Thrash-Metal-Band aus Helsinki, die im Jahr 2008 gegründet wurde.

## Geschichte
Die Band wurde im Sommer 2008 von Sänger Rodde Artiga gegründet. Kurz darauf kamen Bassist Jarno Olin, Gitarrist Patrik „Pate“ Nuorteva und Schlagzeuger Perttu Saarsalmi zur Besetzung und nahmen die EP Unjustifiable Dice of Violence im Januar 2009 auf. Ein Jahr später nahmen sie ihr Debütalbum Seeds of Revolution auf und veröffentlichten es über das mexikanische Label American Line Productions im März 2010. Kurz danach kam Niki Jurmu als zweiter Gitarrist zur Band. In den Jahren 2010 und 2011 folgten Auftritte, unter anderem auch eine Tour durch Mexiko, Guatemala, El Salvador, Nicaragua und Costa Rica. Danach kehrte die Band zurück, um an neuem Material zu arbeiten. Nuorteva und Olin verließen die Band und Janne Nurmi kam als neuer Bassist zur Band.

## Stil
Die Band spielt eine Mischung aus Crossover und Thrash Metal, wobei sich die Band an die frühe Phase der Genres orientiert.

## Diskografie
- 2009: Unjustifiable Dice of Violence (EP, Eigenveröffentlichung)
- 2010: Seeds of Revolution (Album, American Line Productions)
- 2012: FxFxFx (Demo, Eigenveröffentlichung)